# Mary Flora Bell
Mary Flora Bell (ur. 26 maja 1957 w Newcastle upon Tyne) – brytyjska nieletnia morderczyni, w grudniu 1968 uznana za winną zabicia czteroletniego Martina Browna i trzyletniego Briana Howe. W chwili popełnienia zbrodni miała 11 lat.

## Dzieciństwo
Matka Mary, Betty, była prostytutką, często nieobecną w domu, gdyż pracowała w Glasgow. Zaszła w ciążę w wieku 16 lat. Jej pierwszym dzieckiem była Mary. Ojca nie ustalono, ale Betty uważała, że był to Billy Bell – notoryczny przestępca, między innymi zatrzymany za napad z bronią w ręku. Poślubił ją jakiś czas po urodzeniu dziewczynki. Niektórzy członkowie rodziny zapewniają, że Betty próbowała przynajmniej jeden raz zabić córkę i stworzyć pozory, by wyglądało to na wypadek. Sama dziewczynka utrzymywała, że matka zmuszała ją do nierządu od piątego roku życia.
Bell dorastała w Scotswood na terenie Newcastle upon Tyne – biednej dzielnicy o wysokiej przestępczości. Jej drobne wykroczenia, obejmujące kradzieże, bicie innych dzieci w szkole i wandalizmy, nie zwróciły uwagi otoczenia.

## Morderstwa i śledztwo
25 maja 1968 roku Bell udusiła czteroletniego Martina Browna, najprawdopodobniej bez udziału osób trzecich. Po tym morderstwie razem z trzynastoletnią przyjaciółką, Normą Bell (pomimo takiego samego nazwiska dziewczynki nie były spokrewnione), zdemolowały żłobek dziecięcy w Scotswood, w którym zostawiły spisane na kartkach papieru informacje o popełnieniu morderstwa i zamiarze dokonania zbrodni ponownie. Policja z Newcastle uznała je za żart.
31 lipca 1968 roku Mary i Norma brały udział w morderstwie trzyletniego Briana Howe. Policja znalazła jego zwłoki o godzinie 23:10 w tym samym rejonie Scotswood. Były przykryte trawą i chwastami. Chłopiec został uduszony. W pobliżu znajdowała się para zepsutych nożyc i pukiel włosów. Zwłoki dziecka miały ślady cięcia na udach i okaleczone genitalia. Policja stwierdziła ponadto, że morderca musiał wrócić na miejsce zdarzenia już po uduszeniu ofiary – okaleczenia zostały dokonane później.
Wśród dzieci przesłuchiwanych w związku z rozpoczętym śledztwem była Mary Bell i Norma Bell. Dziewczynki wzbudziły zainteresowanie policji swoim dziwnym zachowaniem podczas przesłuchań. Trzynastoletnia Norma okazywała podekscytowanie morderstwem, uśmiechała się w trakcie przesłuchań i zdawało się, że postrzega całe zdarzenie jako żart. Jedenastoletnia Mary również zachowywała się osobliwie i odpowiadała na pytania śledczych w bardzo wymijający sposób. Jedenastolatka zeznała także, że w dniu morderstwa Briana widziała ofiarę w towarzystwie ośmioletniego chłopca, który miał uderzyć trzylatka i bawić się nożyczkami. Wskazany ośmiolatek był w czasie popełniania zbrodni na lotnisku, a informacja o tym, że przy zwłokach Briana odnaleziono nożyczki, była utajniona. Dzięki temu zeznaniu policja miała pewność, że dziewczynka jest w jakiś sposób wmieszana w sprawę morderstw. W dniu pogrzebu Briana Howe policjant zaobserwował również, że Mary uśmiecha się i zaciera ręce na widok trumny wynoszonej z domu chłopca. Norma Bell została przesłuchana ponownie i tym razem wyznała, że Mary zabiła chłopca, a następnie zabrała ją w miejsce zbrodni, aby pokazać jej ciało kilkulatka. Nieletnia morderczyni miała go udusić gołymi rękami, czerpiąc z czynu przyjemność. Podczas ponownego przesłuchania Mary do niczego się nie przyznała, oskarżając Normę o kłamstwo i próbę wpędzenia jej w kłopoty. Przy kolejnym przesłuchaniu twierdziła już jednak, że była obecna przy popełnianiu zbrodni, ale to Norma dokonała morderstwa. Obie dziewczynki zostały aresztowane.

## Uwięzienie i proces
Po aresztowaniu Mary i Norma zostały umieszczone na posterunku policji Newcastle West.
Prokurator Rudolph Lyons od początku sugerował powiązanie dwóch morderstw, wskazując na podobne postępowanie wobec rodzin ofiar: niestosowne zachowanie podczas pogrzebów, nękanie pytaniami i kartka w dziecięcym pokoju. Był to dowód przeciw Normie, gdyż rozpoznano jej pismo. Dowodami winy Mary były szare włókna z jej sukienki na ubraniach chłopców, zaś na butach Briana znaleziono bordowe nitki ze spódnicy Normy.
17 grudnia 1968 Mary Bell została uznana za winną, jednak nie morderstwa, a jedynie spowodowania śmierci z uwagi na fakt, że działała w warunkach ograniczonej poczytalności. Sąd oparł się na badaniach psychiatrycznych, które wykazały klasyczne symptomy psychopatii. Wyrok brzmiał: uwięzić na życzenie Jej Królewskiej Mości. Należy to rozumieć jako więzienie na czas nieokreślony, rodzaj środka zabezpieczającego. Norma Bell została uniewinniona. Nie było pewności, jak Mary ma odbyć karę. Nie istniała możliwość umieszczenia jej w więzieniu, szpitale psychiatryczne nie były przystosowane, a w przytułku dla sierot stanowiłaby zagrożenie. Umieszczono ją w nowo powstałym Red Bank – odpowiedniku polskiego zakładu poprawczego dla chłopców. Była tam jedyną dziewczynką.
Po procesie prasa brytyjska, a także niemiecki magazyn Stern, poświęciły Mary wiele stron. Jej matka wiele razy za pieniądze opowiadała wątpliwej wiarygodności historie oraz przedstawiała krótkie pamiętniki, które rzekomo napisała córka. Ponownie zrobiło się o niej głośno we wrześniu 1979, gdy na krótko uciekła z otwartego zakładu.

## Na wolności
Mary Bell wyszła na wolność 14 maja 1980 w wieku 23 lat. Przyznano jej nową tożsamość, by mogła rozpocząć nowe życie ze swoją córką (ur. 1984). Córka nie wiedziała nic o przeszłości swej matki, dopóki miejsce ich pobytu nie zostało wykryte przez dziennikarzy. Władze starały się zachować anonimowość dziecka aż do osiągnięcia przez nie pełnoletniości. 21 maja 2003 brytyjski sąd najwyższy przyznał im dożywotnią ochronę.
Mary Bell jest tematem dwóch książek Gitty Sereny: 
- The Case of Mary Bell (Przypadek Mary Bell) – wydana w 1972 opisuje morderstwa
- Cries Unheard: the Story of Mary Bell (Nieusłyszany krzyk: Historia Mary Bell) – wydana w 1998 w Londynie biografia oparta przede wszystkim na wywiadach z Mary, jej krewnymi, przyjaciółmi i specjalistami w zakresie resocjalizacji, którzy znali ją podczas pobytu i po wyjściu z więzienia. Była to pierwsza szczegółowa relacja wykorzystywania seksualnego dziecka przez matkę i jej klientów.

Publikacja Nieusłyszanego krzyku... była szeroko komentowana przez bulwarówki i wzbudzała liczne kontrowersje, także z tego powodu, że Mary otrzymała pieniądze za udział w przygotowaniu książki. Rząd Tony'ego Blaira szukał prawnych środków, by uniemożliwić wydanie książki – uznano za nieetyczne czerpanie przez przestępcę profitów z dokonanej zbrodni. W 1999 roku, podczas debaty w Izbie Lordów, konserwatywny lord John Wakeham stwierdził, że książka została napisana, by zaspokoić niezdrową ludzką potrzebę sensacji.